# Alejandro Barrera García
|  | Aquest article tracta sobre el futbolista asturià. Si cerqueu el jugador de bàsquet català, vegeu «Àlex Barrera i Pasan». |

Alejandro 'Álex' Barrera García (Oviedo, Astúries, 12 de maig de 1991) és un futbolista professional asturià que juga pel Reial Saragossa com a migcampista.

## Trajectòria esportiva
Barrera va ingressar al planter de l'Sporting de Gijón el 1998, a set anys. Va debutar com a sènior amb l'Sporting de Gijón B el 21 de març de 2010 contra el CD Toledo, i va passar a ser titular indiscutible durant les següents temporades a la segona divisió B.
El 19 d'agost de 2012 Barrera va debutar amb el primer equip, jugant com a titular en una derrota per 0–2 contra el CD Numancia a la segona divisió. El març de 2013 va renovar el contracte amb l'Sporting, fins al 2016.
Barrera va marcar el seu primer gol oficial el dia 1 de setembre de 2013, el segon del que seria una victòria per 3–0 a casa contra el RCD Mallorca.